# Marianna Elmo
Marianna Elmo (Lecce, 1730 – XVIII secolo) è stata un'artista e ricamatrice italiana.

## Biografia

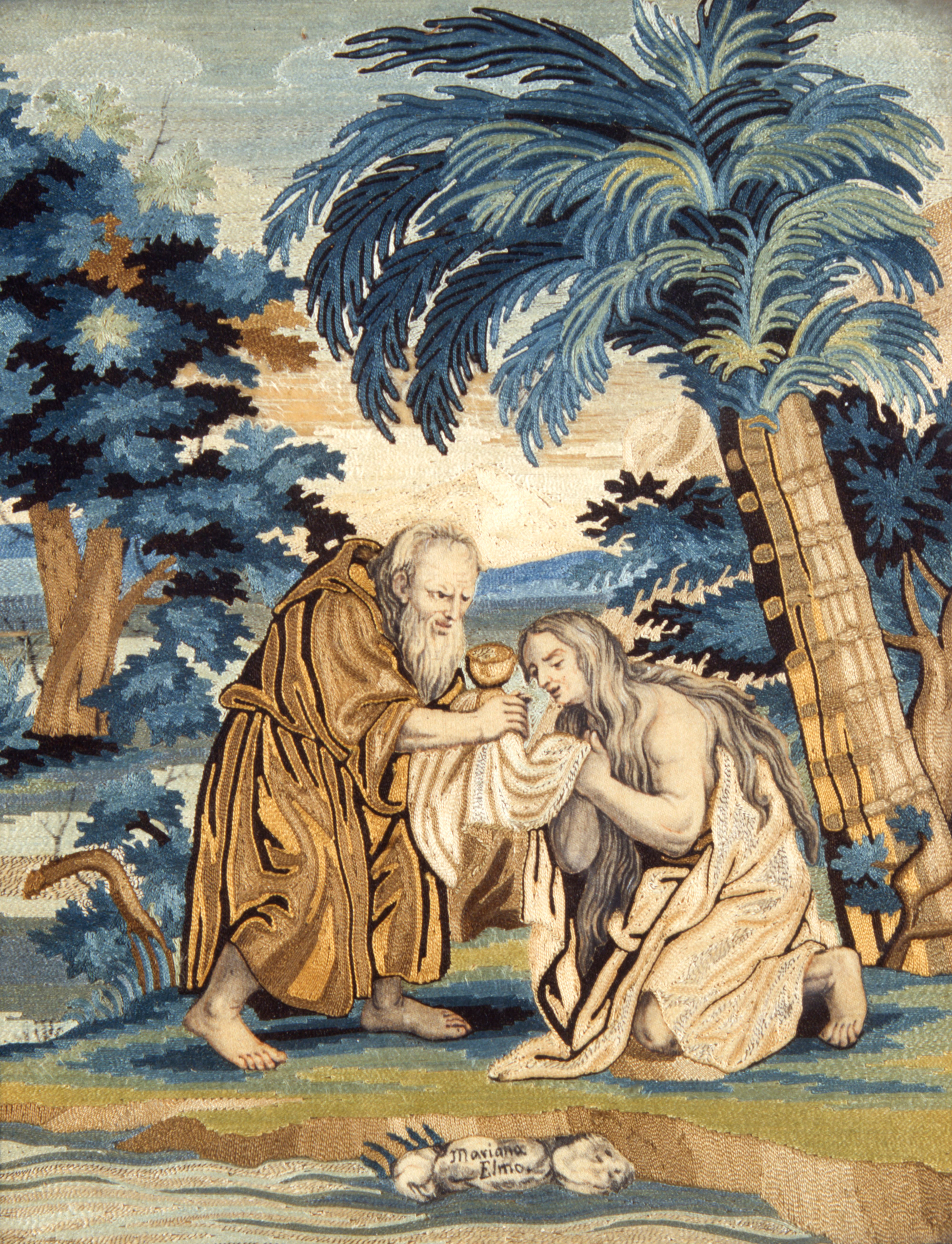
Marianna Elmo, Comunione di Santa Maria d'Egitto

Figlia del pittore salentino Serafino Elmo, Marianna era una ricamatrice leccese che utilizzava la tecnica della broderie à fils collés (ricamo a fili incollati): realizzava cioè le immagini e i paesaggi, incollando fili di seta policromi sopra un supporto cartonato, coperto da uno strato di cera vergine. Traduceva in fili colorati i dipinti di suo padre e di famosi pittori del Seicento e del Settecento ed è considerata la capofila della scuola dei ricamatori leccesi. La sua fama raggiunse Napoli. A questa scuola appartenevano Leonardo Quesi (una volta ritenuto siciliano, poiché anche in Sicilia era diffusa la tecnica del ricamo a fili incollati), Amato Quesi, Gaetano ed Angelo Pati, e Irene Elmo, sorella di Marianna.
L'opera di Marianna Elmo è stata riproposta in varie mostre, tra cui Marianna Elmo e l'arte del ricamo in Italia meridionale nella prima metà del Settecento (Bari, Pinacoteca Provinciale, 2003-2004), curata da Clara Gelao,  L'Arte delle Donne, dal Rinascimento al Surrealismo (Milano, Palazzo Reale, 2007-2008) e Ricamata pittura. Marianna Elmo e l’arte dei fili incollati nell’Italia Meridionale del Settecento (Lecce, MUST, 2020-2021).
Conosciamo la data di due sue opere, poiché da lei stessa scritta col filo: la Fuga in Egitto, al Museo di San Martino a Napoli, è del 1752 e il Cofanetto reliquiario, del monastero di Santa Maria di Banzi (Potenza), è del 1754. La Galleria dell'Accademia di Napoli possiede il ricamo di Marianna Elmo che rappresenta Sant'Emidio.
Con questi ricami, fatti con i fili dai delicati colori pastello, si potevano realizzare i paesaggi e gli abiti - che apparivano come se fossero disegnati dal tratto continuo di una matita colorata - ma gl'incarnati erano dipinti a tempera, sopra ritagli di seta. I soggetti venivano presi da stampe, oppure direttamente da opere in pittura di epoca barocca: la scelta cadeva in genere su Pietro da Cortona, su Carlo Maratta, su Murillo. La luminosità del filo in seta dava particolare incanto al ricamo.
Questa tecnica preziosa decadde nell'Ottocento e, di conseguenza, fu dimenticata. Esemplari di quest'arte si trovano, in Italia, anche a Napoli, all'Istituto Suor Orsola Benincasa, a Palermo alla Galleria Regionale della Sicilia, a Lecce al Museo provinciale delle tradizioni popolari, al Museo Provinciale di Bari (chiuso e in attesa di trasferimento) e in musei di Torino, di Como e di Genova. La tecnica era nota anche in Spagna e nelle Fiandre.